# Eurotransplant
- Balttransplant
- Eurotransplant
- Scandiatransplant

Eurotransplant est une organisation internationale à but non lucratif responsable de la promotion et de coordination des transplantations d'organes dans huit États européens : l'Allemagne, l’Autriche, la Belgique, la Croatie, la Hongrie, le Luxembourg, les Pays-Bas et la Slovénie, ce qui correspond à une zone de 135 millions d'habitants. L'organisation a été créée en 1967 par Jon van Rood (en) et légalement fondée le 12 mai 1969,. Le siège social est basé à Leyde (Pays-Bas).
L'organisation est comparable à Scandiatransplant en Scandinavie (le Danemark, la Finlande, l'Islande, la Norvège et la Suède), ainsi qu'à Balttransplant pour les pays baltes (l'Estonie, la Lettonie et la Lituanie).